# HD 1909
Désignations

HD 1909, également connue sous les désignations CD-31 138, SAO 192495, HR 89 et AV Scl, est une étoile binaire spectroscopique de la constellation du Sculpteur située à environ 640 années-lumière de la Terre. C'est une variable de type α2 Canum Venaticorum de magnitude apparente 6,55 en bande V.
Sa composante principale est une étoile à mercure et manganèse de type spectral B8IV.